# جين تايلور (عازف بيانو)
جين تايلور (بالإنجليزية: Gene Taylor)‏ هو عازف بيانو أمريكي، ولد في 2 يوليو 1952.

## وصلات خارجية
- الموقع الرسمي
- جين تايلور على موقع ميوزك برينز (الإنجليزية)
- جين تايلور على موقع ديسكوغز (الإنجليزية)